# Dobór grupowy
Dobór grupowy – mechanizm ewolucji biologicznej, w którym dobór naturalny oddziałuje na całe grupy osobników, a nie wyłącznie na pojedyncze osobniki lub geny.

## Mechanizm
Polega on na faworyzacji (a co za tym idzie – rozpowszechnianiu) alleli korzystnych dla populacji, pomimo ich szkodliwości dla osobnika (tzw. altruizm genetyczny) na skutek międzypopulacyjnej konkurencji wewnątrzgatunkowej.

## Historia
Koncepcja spopularyzowane m.in. przez Vero C. Wynne-Edwardsa.
Przez długi czas odrzucana w biologii ewolucyjnej, szukającej wyjaśnień w doborze osobniczym. Koncepcja zyskała na popularności w ostatnich dekadach w postaci wielopoziomowego doboru grupowego.

## Wielopoziomowy dobór grupowy
Rozwinięciem koncepcji doboru grupowego jest wielopoziomowy dobór grupowy. Zakłada on wielopoziomowość ewolucji - osobniki konkurują między sobą w ramach grup, a grupy konkurują między sobą w ramach większych grup. Zgodnie z nim grupy złożone z altruistycznych osobników mogą być preferowane przez dobór przy istnieniu konkurencji między grupami, prowadząc do wzrostu częstości altruistycznych osobników w populacji. Analogiczny proces może zachodzić na wyższych szczeblach organizacyjnych (grupy grup). Koncepcja ta stosowana jest do wyjaśnienia ewolucji kulturowej zachowań sprzyjających spójności grupowej (religia, muzyka) i różnic międzygrupowych, a także formowania się państw i imperiów.